# Lasioglossum debile
Lasioglossum debile is een vliesvleugelig insect uit de familie Halictidae. De wetenschappelijke naam van de soort is voor het eerst geldig gepubliceerd in 1893 door Morawitz.